# Dicranomyia submorio
Dicranomyia submorio là một loài ruồi trong họ Limoniidae. Chúng phân bố ở miền Cổ bắc.